# Guabiruba
Guabiruba là một đô thị thuộc bang Santa Catarina, Brasil. Đô thị này có diện tích 173,591 km², dân số năm 2007 là 16095 người, mật độ 87,8 người/km².